# Kate Bosse-Griffiths
Pour les articles homonymes, voir Griffiths.
Kate Bosse-Griffiths (née à Wittemberg (Allemagne) le 16 juillet 1910, morte le 4 avril 1998) est une égyptologue qui après avoir quitté l'Allemagne et déménagé au pays de Galles est devenu écrivain en langue galloise.

## Biographie
Käthe Bosse est née à Wittemberg en Allemagne en 1910, et bien que sa mère soit de filiation juive, elle a été élevée au sein de l'Église luthérienne. Après avoir terminé ses études secondaires dans sa ville natale, elle a été à l'université de Munich où elle a acquis un doctorat en lettres classiques et d'égyptologie en 1935. Peu de temps après elle a commencé à travailler au département d'égyptologie et d'archéologie des musées de Berlin. Quand on a découvert que sa mère était juive, elle a été démise de ses fonctions.
Käthe Bosse a quitté l'Allemagne pour l'Angleterre et a trouvé un travail de recherche au musée Petrie de l'University College de Londres et plus tard à l'Ashmolean Museum, Oxford.
En 1938, à Oxford, en tant que membre senior de Somerville College, elle a rencontré un collègue égyptologue, John Gwyn Griffiths (en), un érudit gallois qui était à l'époque étudiant-chercheur à Oxford. Tous les deux ont établi leur résidence dans le village de Pentre. Ils se sont mariés en 1939 et accolant le nom de son mari au sien, elle est devenue Kate Bosse-Griffiths. Au cours de la Deuxième Guerre mondiale, Kate Bosse-Griffiths et son mari ont mis en place le cercle Cadwgan dans leur maison à Pentre, une avant-garde intellectuelle et littéraire dont les membres du groupe comprenaient Pennar Davies et Rhydwen Williams. Parmi ces personnes parlant le gallois littéraire, Kate a découvert l'amour de la langue galloise. Durant la même période, en Allemagne, sa mère est morte à Ravensbrück, le tristement célèbre camp de concentration de femmes ; ses frères Günther et Fritz ont tous deux été emprisonnés, l'ordre de les tuer à la fin de la guerre n'a pas été effectué ; sa sœur Dorothée a été emprisonnée six semaines, mais remise en liberté.

## Carrière littéraire
Quand son mari est devenu maître de conférences à l'université de Swansea, Kate Bosse-Griffiths est employée au Swansea Museum, où elle allait devenir conservateur de l'archéologie, un poste qu'elle garde 25 ans.
Kate Bosse-Griffiths est aussi un auteur publié. Elle a écrit sur les mouvements pacifistes allemands dans Mudiadau Heddwch yn yr Almaen (1942) en langue galloise, alors que ses travaux académiques comprennent 1 955 documents de sa collection Amarna Studies and Other Collected Papers.
Les autres publications de K. Bosse-Griffiths incluent des dizaines d'articles sur des questions archéologiques. Sa production littéraire comprend des histoires et des romans dont Anesmwyth Hoen (1941), Fy Chwaer Efa a Storïau Eraill (1944), Mae'r Galon wrth y Llyw (1957) et Cariadau (1995).